# Knillispoort
De Knillispoort aan de Korte Waterstraat in de binnenstad van 's-Hertogenbosch is een gebouw waar de Stichting Knillispoort is gehuisvest.
In tegenstelling tot wat de naam doet vermoeden, is het niet een poort van de vestingwerken. Het gebouw stamt immers uit 1916. Wel is het gebouw op een plaats gebouwd, waar in de middeleeuwse periode een stadsgracht liep. Deze stadsgracht liep voor de oudste stadsmuur tussen de Hinthamerstraat en de Waterpoort, bij het huidige Herman Moerkerkplein.
Het gebouw wordt tegenwoordig gebruikt voor presentaties in het kader van de Open Monumentendag.